# Rozkaz č. 227

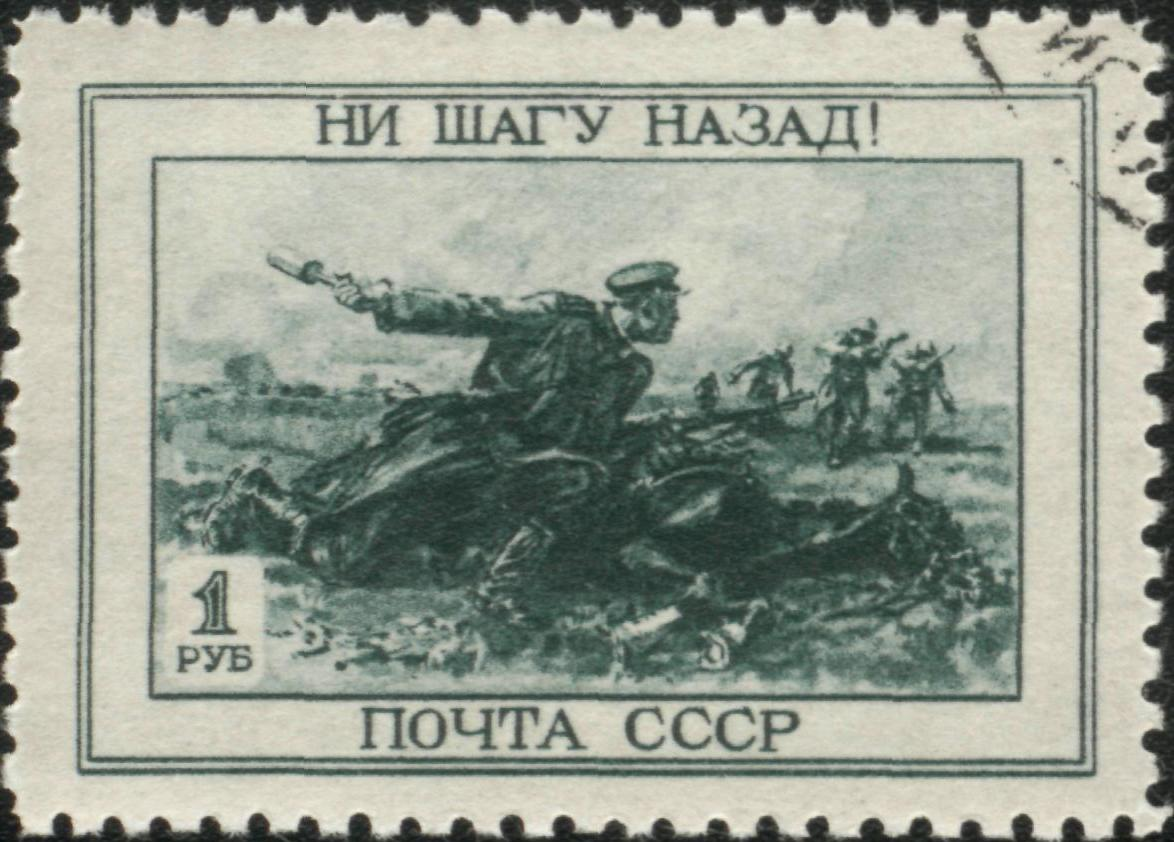
Poštovní známka se sloganem Ani krok zpět!

Rozkaz Lidového komisariátu obrany SSSR z 28. července 1942 č. 227 (rusky Приказ НКО СССР от 28 июля 1942 г № 227) byl vojenský rozkaz vydaný 28. července 1942 Stalinem, který byl v té době lidovým komisařem obrany (ministrem obrany SSSR). Je známý také pod jménem „Zpátky ani krok!“ (rusky Ни шагу назад!, Ni šagu nazad!), což byla jedna z frází, které Stalin v rozkaze použil. Rozkaz zakazoval důstojníkům i vojákům ustupovat bez rozkazů vyššího velení. Důstojník, který by ho porušil, měl být souzen vojenským soudem.
Rozkaz také nařizoval každému frontu, aby vytvořil jeden až tři trestné prapory (rusky штрафные батальоны, štrafnyje bataljony, zkratkou штрафбаты, štrafbaty) z důstojníků, kteří se provinili vůči vlasti, nebo se dopustili jiného zločinu či přestupku. Armády měly podobným způsobem vytvořit pět až deset rot z vojáků a poddůstojníků. Tyto jednotky měly být vysílány na nejnebezpečnější úkoly. V těchto oddílech se sloužilo tři měsíce, kdo byl během služby zraněn nepřátelskou palbou, byl od služby osvobozen.
Dále rozkaz nařizoval vytvořit v každé armádě tři až pět dobře vyzbrojených jednotek po 200 mužích, které měly zejména vracet, ale případně i střílet jednotlivce nebo jednotky ustupující bez rozkazu z jejich postavení (tzv. zadržovací jednotky). Ovšem již v říjnu 1942 byla myšlenka pravidelných zadržovacích jednotek v tichosti opuštěna a Stalinovým rozkazem č. 349 ze dne 29. 10. 1944 byly tyto jednotky vzhledem ke změněné situaci zcela rozpuštěny.
V rozkazu se uvádí, že obdobné jednotky se stejným účelem byly již dříve vytvořeny v německém vojsku.
Součástí rozkazu byl také popis špatné situace, ve které se Sovětský svaz nachází. Stalin na vojáky apeloval, aby nepropadali mylné představě, že mohou ustupovat hluboko do nitra své rozsáhlé země. Argumentoval tím, že Sovětský svaz už utrpěl ohromné územní, materiální a lidské ztráty, a že nepříteli se daří obsazovat právě nejbohatší a nejrozvinutější část země.